# Mouvement démocratique et social (Maroc)
Pour les articles homonymes, voir Mouvement démocratique et social.
Le Mouvement démocratique et social est un parti politique marocain de centre attrape-tout.  créé par l'ancien commissaire de police Mahmoud Archane. Le parti est né d'une scission avec le Mouvement national populaire le 15 juin 1996. Lors des législatives de 2016 le parti a obtenu un peu moins de 75 000 voix et trois sièges sur les 395 constituant la chambre basse du parlement marocain.

## Histoire
Le Mouvement démocratique et social est né d'une scission du Mouvement national populaire à la veille des élections législatives de 1997 et la révision constitutionnelle du 13 septembre 1996. Lors des législatives de 1997, le parti obtient 32 sièges en arrivant 6e dans la course, mais préfère ne pas participer au gouvernement de l'alternance dirigée par le socialiste Abderrahman Youssoufi et rester dans l'opposition.
Le 14 novembre 2011, lors de la campagne aux élections législatives de 2011, un candidat du MDS dans la circonscription de Sidi Slimane a été arrêté en flagrant délit de corruption, il sera condamné à deux ans de prison. Cette affaire pèsera lourd sur les résultats du parti qui perdra sept sièges par rapport au dernier scrutin de 2002 et n'obtiendra que deux dans tout le royaume.
Le 12 décembre 2011, le parti annonce son soutien au gouvernement Benkiran à la suite de la victoire du Parti de la justice et du développement dans les élections législatives.

## Représentation législative
Le Mouvement démocratique et social a participé à toutes les élections législatives depuis sa création en 1997. Lors de sa première participation aux législatives de 1997, le parti a obtenu 32 sièges sur les 325 de la Chambre des représentants. Lors des législatives de 2002, le parti a obtenu sept sièges sur les 325 de la Chambre des représentants, en arrivant 12e dans le scrutin. Lors des législatives de 2007, le parti a obtenu neuf sièges sur les 325 de la Chambre des représentants.
Lors des législatives de 2011, le parti a perdu sept sièges par rapport au dernier scrutin de 2007 et n'a obtenu que deux sièges sur les 395 constituant la chambre basse du parlement marocain.
| Législatives     | 1997   | 2002  | 2007  | 2011  |
| Nombre de sièges | 32/325 | 7/325 | 9/325 | 2/395 |
| Rang             | 6e     | 12e   | 9e    | 10e   |